# راحيل كيويك
راهيل ماريان كيويتش Rahel Marianne Kiwic (من مواليد 5 يناير 1991) هي مدافعة كرة قدم سويسرية متقاعدة لعبت آخر مرة مع نادي إف سي زيورخ [الإنجليزية]في الدوري الوطني السويسري أ . في مارس 2012 ظهرت لأول مرة مع المنتخب السويسري في بطولة كأس قبرص للسيدات 2012 .  بصفتها لاعبة دولية ناشئة، شاركت في كأس العالم تحت 20 سنة 2010 . 

## روابط خارجية
- راحيل كيويك  على سكروي